# Ornithogalum exscapum
Ornithogalum exscapum är en sparrisväxtart som beskrevs av Michele Tenore. Ornithogalum exscapum ingår i släktet stjärnlökar, och familjen sparrisväxter. Inga underarter finns listade i Catalogue of Life.